# 霞浦县文物保护单位

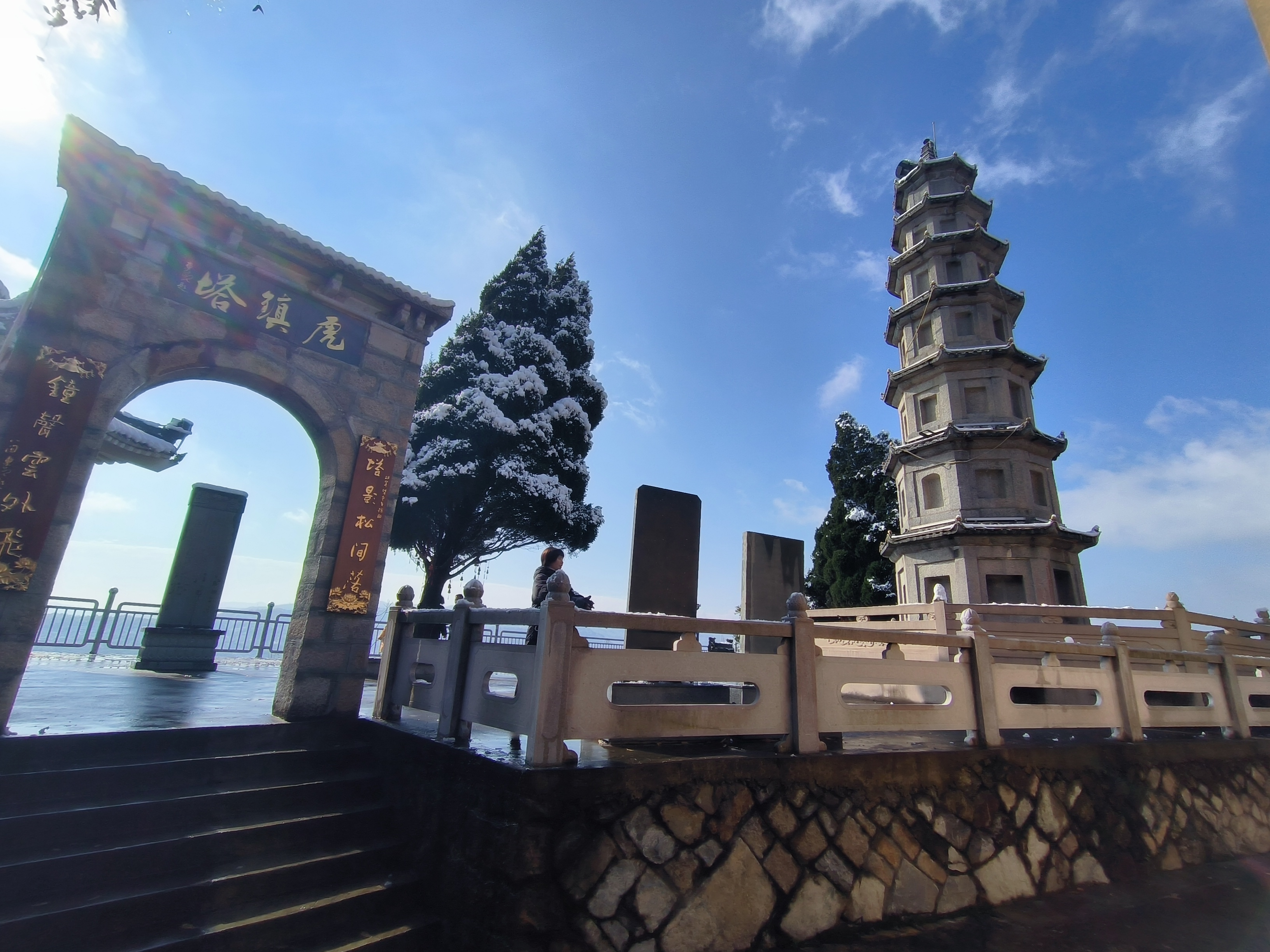
位于松城街道塔岗山上的第一批霞浦县文物保护单位虎镇塔，图为该塔2024年1月雪后景象。

霞浦县文物保护单位是福建省宁德市霞浦县境内的县级文物保护单位。霞浦县辖境拥有1700多年的建制历史，在新石器时代就有人类居住，也在历史上曾长期是闽东北地区（以福宁五邑为主的宁德市一带地区）的行政中心所在地:7。截至2020年10月，霞浦县人民政府先后公布了62处县级文物保护单位，其中已升格为全国重点文物保护单位的有1处，升格为福建省文物保护单位的有9处。

## 历史
1961年5月，根据中华人民共和国国务院发布的《文物保护管理暂行条例》，霞浦县人民委员会首次公布了12处县级文物保护单位。1981年—1988年，霞浦县人民政府公布的县级文物保护单位共有20处。1990年，根据《中华人民共和国文物保护法》规定，重新审查确定了18处县级文物保护单位。自1981年至今，霞浦县先后公布了九批县级文物保护单位（另有3处批次未知），最新一批（第九批）公布于2020年10月。霞浦县文物保护单位历史年代最早者为新石器时代的厚首贝丘遗址，历史年代最晚的则是1994年建成的空海大师纪念堂。
| 批次     | 公布年份 | 县级文物保护单位数量                           | 参考资料    |
| -------- | -------- | ---------------------------------------------- | ----------- |
| 第一批   | 1981年   | 6处                                            | [ 2 ]       |
| 第二批   | 1986年   | 12处（其中1处后来列为国家级，4处后来列为省级） | [ 2 ]       |
| 第三批   | 1990年   | 3处                                            | [ 2 ]       |
| 第四批   | 1994年   | 2处                                            | [ 3 ]       |
| 第五批   | 1999年   | 1处                                            | [ 3 ]       |
| 第六批   | 2003年   | 7处                                            | [ 3 ]       |
| 第七批   | 2005年   | 1处（后来列为省级）                            | [ 3 ]       |
| 第八批   | 2010年   | 20处（其中4处后来列为省级）                    | [ 5 ]       |
| 第九批   | 2020年   | 7处                                            | [ 6 ]       |
| 批次未知 | 不适用   | 3处                                            | [ 4 ] [ 7 ] |

## 统计

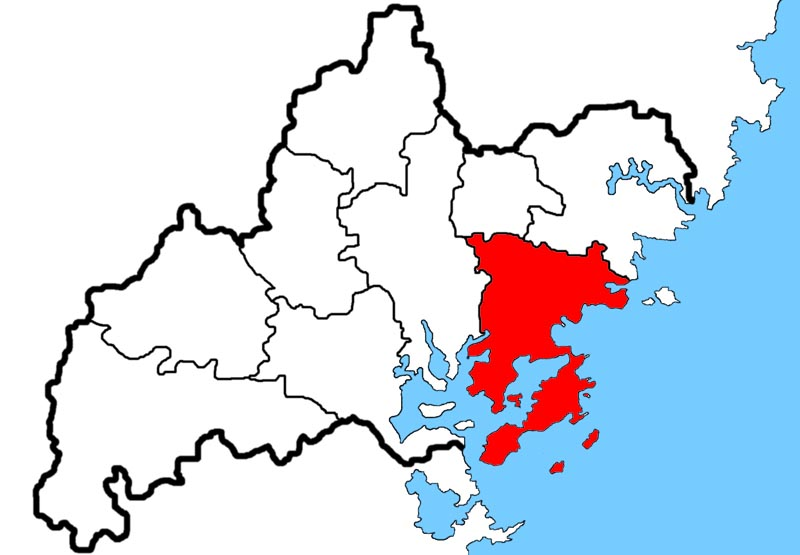
霞浦县在宁德市的地理位置

在霞浦县公布的62处文物保护单位中，有1处已升格为全国重点文物保护单位，9处已升格为福建省文物保护单位，维持县级保护级别的单位有52处。拥有最多县级文物保护单位的乡级行政区是松城街道，共有9处，其中1处已升格为省级文物保护单位。
| 乡级行政单位 | 县级文物保护单位数量 | 县级文物保护单位数量 | 县级文物保护单位数量 | 县级文物保护单位数量 | 县级文物保护单位数量 | 县级文物保护单位数量 | 县级文物保护单位数量 | 县级文物保护单位数量 | 县级文物保护单位数量 | 县级文物保护单位数量 | 县级文物保护单位数量 |
| 乡级行政单位 | 第一批               | 第二批               | 第三批               | 第四批               | 第五批               | 第六批               | 第七批               | 第八批               | 第九批               | 批次未知             | 总计                 |
| ------------ | -------------------- | -------------------- | -------------------- | -------------------- | -------------------- | -------------------- | -------------------- | -------------------- | -------------------- | -------------------- | -------------------- |
| 松城街道     | 2                    | 1                    | 1                    | 0                    | 1                    | 1                    | 1                    | 2                    | 0                    | 0                    | 9                    |
| 松港街道     | 2                    | 0                    | 0                    | 1                    | 0                    | 1                    | 0                    | 2                    | 1                    | 0                    | 7                    |
| 松山街道     | 1                    | 1                    | 0                    | 0                    | 0                    | 1                    | 0                    | 0                    | 2                    | 0                    | 5                    |
| 长春镇       | 0                    | 2                    | 1                    | 1                    | 0                    | 0                    | 0                    | 0                    | 0                    | 1                    | 5                    |
| 牙城镇       | 1                    | 0                    | 0                    | 0                    | 0                    | 0                    | 0                    | 3                    | 2                    | 0                    | 6                    |
| 溪南镇       | 0                    | 0                    | 0                    | 0                    | 0                    | 0                    | 0                    | 3                    | 0                    | 0                    | 3                    |
| 沙江镇       | 0                    | 1                    | 0                    | 0                    | 0                    | 0                    | 0                    | 3                    | 1                    | 0                    | 5                    |
| 下浒镇       | 0                    | 0                    | 1                    | 0                    | 0                    | 0                    | 0                    | 3                    | 0                    | 0                    | 4                    |
| 三沙镇       | 0                    | 1                    | 0                    | 0                    | 0                    | 1                    | 0                    | 0                    | 1                    | 0                    | 3                    |
| 盐田畲族乡   | 0                    | 1                    | 0                    | 0                    | 0                    | 1                    | 0                    | 1                    | 0                    | 0                    | 3                    |
| 崇儒畲族乡   | 0                    | 0                    | 0                    | 0                    | 0                    | 0                    | 0                    | 1                    | 0                    | 1                    | 2                    |
| 水门畲族乡   | 0                    | 2                    | 0                    | 0                    | 0                    | 0                    | 0                    | 0                    | 0                    | 0                    | 2                    |
| 柏洋乡       | 0                    | 3                    | 0                    | 0                    | 0                    | 0                    | 0                    | 1                    | 0                    | 0                    | 4                    |
| 北壁乡       | 0                    | 0                    | 0                    | 0                    | 0                    | 1                    | 0                    | 0                    | 0                    | 1                    | 2                    |
| 海岛乡       | 0                    | 0                    | 0                    | 0                    | 0                    | 1                    | 0                    | 1                    | 0                    | 0                    | 2                    |
| 总计         | 6                    | 12                   | 3                    | 2                    | 1                    | 7                    | 1                    | 20                   | 7                    | 3                    | 62                   |

## 列表
| 图例                         |
| ---------------------------- |
| 已升格为全国重点文物保护单位 |
| 已升格为福建省文物保护单位   |
| 批次未知                     |

| 名称                         | 年代       | 地址                                                                                         | 类别                       | 图片                                                          | 简介 |
| ---------------------------- | ---------- | -------------------------------------------------------------------------------------------- | -------------------------- | ------------------------------------------------------------- | --- |
|                              |            |                                                                                              |                            |                                                               | |
| 第一批（1981年5月公布）      |            |                                                                                              |                            |                                                               | |
| 建善寺                       | 清代       | 松城街道东华峰山麓 26°53′45.73″N 120°00′33.96″E / 26.8960361°N 120.0094333°E                 | 古建筑                     | 建善寺修缮后的大门 建善寺内部各建筑                           | 是福建省现存年代最久的佛寺，有“八闽第一古刹”之称。始在南齐永明元年（483年）建造于温麻县县治（今古县村），唐朝景云二年（711年）迁入今址，沩仰宗祖师灵祐在此出家，日本密宗大师空海漂泊到长溪赤岸时曾到建善寺参拜。寺庙近年来多次经历修缮，现总面积达2580平方米，有大雄宝殿、灵祐祖师堂、地藏王殿等建筑，建筑范围内还有灵祐坐禅石、李拔题字石碑等文物古迹以及唐宋时代的莲花柱础石等遗迹。:41-43            |
| 赤岸石桥                     | 明代       | 松港街道桥头村 26°54′27.05″N 120°01′23.91″E / 26.9075139°N 120.0233083°E                     | 古建筑                     | 石桥残余的桥墩和远处的文物保护碑记                            | 又名桥头大桥，是古时赤岸村地区与桥头村地区的连接桥梁，始建于北宋皇祐五年（1053年），桥的东侧是赤岸码头，空海在此地漂着登陆，明朝成化年间重修，王公哲等人曾领导南明军队在桥上与清军战斗，被公布为文物保护单位时尚存，桥长62米、17孔，宽2.63米，有多佛宝塔、石翁仲等古迹，1984年3月一个日本的空海参拜团曾到此地参访，后毁于1992年的台风，现残存20米的石桥桥墩。:44-46                                     |
| 石翁仲                       | 宋代       | 松城街道青福村宝福里 26°52′36.74″N 119°57′30.36″E / 26.8768722°N 119.9584333°E               | 石刻碑记                   | 两尊石翁仲中的文官                                            | 俗称石人翁，始刻于南宋绍定年间（约1236年），原为南宋太师（追赠）孙翼凤墓侧石翁仲，后迁移至此地，有两尊文武臣，文官高2.6米，围长2米，双手持笏；武官高2米，双手按剑，此外还有两对石狮、一对石羊，当地畲族村民以石像作为图腾崇拜，农历三月三、九月九等日子会有畲民在此聚集活动，每年农历十二月初八的“石人公诞生节”会有居民到此求签。:47-49                                                                 |
| 狮头山石刻                   | 清代       | 松港街道桥头村狮头山                                                                         | 石刻碑记                   |                                                               | 是霞浦县境内清末留下的较为珍贵的一处题刻碑记。光绪十一年（1885年，系中法战争末期）福宁总兵侯名贵为防御法国入侵，招募楚军在狮头山修筑营房炮台，并留下摩崖石刻，共2处，有楷书、篆书、隶书等多种字体，另有一个“防海乱平勒碑”被迁移到了府城隍庙。:50-51 |
| 通津桥                       | 明代       | 牙城镇杨家溪村 27°00′01.57″N 120°08′17.03″E / 27.0004361°N 120.1380639°E                     | 古建筑                     | 通津桥全貌                                                    | 又称杨家溪大桥，曾是闽浙之间的重要通道，建于明朝嘉靖三年（1524年），屡修屡毁，1960年代又毁于山洪，仅存残桥，2006年10月在观音亭住持的倡议下斥资近十万元修复，全长123.3米，宽2.88米，为平梁式石板桥，上游2米处建有相互间隔3米的石柱，以阻挡裹挟着松木的山洪冲垮石桥。:74-75 |
| 寿山摩崖石刻                 | 清代       | 松山街道大沙村                                                                               | 石刻碑记                   |                                                               | 石刻所在地是清代文人墨客喜爱的天然游览地，位于大沙村西侧的塔岗山半山腰，原名孙李阁，有诸多形态各异的山石，共有三群、十五处石刻，刻有“寿山”“云屏”等大字及一些七绝诗句，但所题写的具体时间不明，仅民国版《霞浦县志》中记载了该地的“云屏”石刻，且在乾隆年间已是避暑胜地。:76-77 |
| 第二批（1986年2月公布）      |            |                                                                                              |                            |                                                               | |
| 畲族观音亭寨[国 7][省 5]     | 明代、清代 | 水门畲族乡半岭村 27°00′56.43″N 120°06′12.84″E / 27.0156750°N 120.1035667°E                   | 古建筑                     | 观音亭正门 观音亭外围的城墙                                   | 始建于明朝洪武二年（1369年），寺院称观音亭，由前殿与后殿组成，占地426.8平方米，外围的城墙与寺院合称“观音亭寨”，周围聚居畲族村民，每年元宵节、重阳节，福鼎、福安和浙江平阳等县畲族人民聚此举行盘歌盛会。长约88.7米的半岭古驿道是北宋以来福建与温州一带的重要通道。2001年1月20日升格为第五批福建省文物保护单位:10-13，2013年3月5日升格为全国重点文物保护单位。                                            |
| 大京城堡[省 3]               | 明代       | 长春镇大京村 26°41′55.98″N 120°06′03.89″E / 26.6988833°N 120.1010806°E                       | 古建筑及历史纪念建筑物     | 大京城堡正门旁的文物保护碑记 城堡形迹及历代碑记               | 是明代抵御海匪防御体系的重要组成部分。旧称福宁卫大金守御千户所城堡，明朝洪武二十年（1387年）由江夏侯周德兴主持修筑，城周长2800多米，城墙高7米，规模宏大，因东门的双重建构而有“瓮城”之称，至今城墙大部分建筑保存完好；城内有古街、古民居等历史建筑。1991年4月升格为福建省文物保护单位。:1-6 |
| 传胪城堡城墙[省 4]           | 明代       | 长春镇传胪村 26°45′05.64″N 120°03′08.95″E / 26.7515667°N 120.0524861°E                       | 古建筑                     | 传胪城墙北门                                                  | 是研究福宁卫所文化的重要实物。建立于明朝嘉靖二十四年（1545年），西临东吾洋，东面向山，通体呈正方形，周长640米，城内面积2009平方米，城堡已有部分残破的情况，原有西、南、北三城门，南城门于1988年重修，西城门于2003年由村民拆建为圆形城门，城顶植有200多株岩柴。1996年4月升格为福建省文物保护单位。:7-9                                                                                                   |
| 竹江天后宫[省 6]             | 明代、清代 | 沙江镇竹江村 26°46′39.18″N 119°57′27.68″E / 26.7775500°N 119.9576889°E                       | 古建筑                     | 竹江前澳天后宫                                                | 竹江岛上共有前澳、后澳两座天后宫，其中前澳天后宫是闽东沿海历史最悠久且保存最完整的清代古建筑之一，始建于南宋宝庆年间，原名顺济庙，清朝康熙二十九年（1690年）在顺济庙北面重建新天后宫，总面积727.4平方米，包括521.3平方米的大宫和206.08平方米的小宫，宫内存有戏台、木香炉、神牌等清代造物。1994年，宫内的大神牌曾被借到台湾作为妈祖文物藏品展出。2005年5月升格为福建省文物保护单位。:20-23               |
| 松山天后宫[省 6]             | 清代       | 松山街道松渔村 26°52′13.57″N 120°03′22.53″E / 26.8704361°N 120.0562583°E                     | 古建筑                     | 松山天后宫正殿 松山天后宫文物保护单位碑记                     | 松山一带有妈祖娘家的传说，松山天后宫则是福建省唯一一座天后圣母行宫。始建于宋朝，清朝乾隆五十年（1785年）重修，20世纪80年代后再度全面重修，总面积3300平方米，宫内存有宋、明、清各朝文物。台湾嘉义县的相关组织曾到此举行分灵仪式:14-19。2005年5月升格为霞浦县文物保护单位。 |
| 中共闽东特委独立团旧址       | 1934年     | 盐田畲族乡西胜村西胜寺 26°55′37.55″N 119°50′18.59″E / 26.9270972°N 119.8384972°E             | 革命遗址纪念建筑物         | 西胜寺远景                                                    | 是中国工农红军闽东游击支队和闽东独立第二团（闽东独立师前身）的成立地点。主体西胜寺始建于唐朝大顺二年（891年），北宋初年被焚毁，乾德四年（966年）由长溪籍进士陈襄出资重建，此地毗邻福安松罗，距溪柄的闽东苏区中央近，民国22年（1933年）底至民国23年（1934年）初，叶飞、曾志、任铁锋、詹如柏等人曾在此活动，并指挥霞浦暴动，闽东独立团也在暴动期间于此地成立。:62-65                                      |
| 中共闽东特委霞鼎办事处旧址   | 土地革命   | 柏洋乡柏洋村许家厝 27°03′08.43″N 119°51′46.24″E / 27.0523417°N 119.8628444°E                 | 革命遗址纪念建筑物         | 霞鼎办事处成立旧址                                            | 中共闽东特委于第一次国共内战时期在霞浦县柏洋乡成立的霞鼎县办事处旧址，原址在柘荣完店村，1935年转移到柏洋:925-926，总面积2310平方米，建筑面积1230平方米，悬山顶屋面，抬梁式屋架，二进合院式，总体为砖木结构，许旺、戴炳辉等中共闽东特委领导人曾在此活动。霞浦县人民政府在此设立了纪念碑，并分别在1986年、2006年、2009年拨款修缮。:60-61                                                                  |
| 大清邮政局                   | 清代       | 松城街道曲井巷31号 26°53′11.98″N 119°59′45.39″E / 26.8866611°N 119.9959417°E                 | 古建筑                     | 邮政局建筑                                                    | 是霞浦县城最早的邮政机关，建于清朝光绪三十二年（1906年），原为福宁府二等邮局，租用曲井头张宅东座营业，后搬迁至茶亭头，中华民国成立后改称中华邮政。2008年，邮政局原址焚毁于大火，仅存门墙和“大清邮政局”楷书字样。 |
| 留云洞石刻                   | 清代       | 三沙镇东壁村石厝 26°55′21.96″N 120°11′32.44″E / 26.9227667°N 120.1923444°E                   | 石刻碑记                   | 景区内的“观音苑”摩崖石刻                                      | 位于有“闽东小普陀”之称的三沙镇留云洞景区，早期由文人政客游僧所作，文革后主要由省内外著名书法家所题写，留有陈立夫题写的“海东胜地，留云纪胜”、游寿用甲骨文题写的“龙游于天，云留于洞”、刘子兆题写的“风怒涛飞”和“巨浪狂啸”、黄寿祺用小楷题写近百字的“留云洞纪游”诗文等众多名人题字遗迹:68-73 |
| 临清桥                       | 明代、清代 | 柏洋乡塔后村上万自然村 27°05′33.4″N 119°54′44.01″E / 27.092611°N 119.9122250°E               | 古建筑                     | 临清桥外景                                                    | 是霞浦境内唯一的木拱廊桥，始建于元朝至正十二年（1352年），明朝天顺年间重建，清朝分别在同治、光绪年间两次重修，为单孔木拱廊屋桥，东西走向，总面积180平方米，建筑面积112平方米，长18.8米，桥面宽6.1米，距水面高度5.34米，桥屋高4米，桥正中有一尊泥塑泗州文佛像，桥的东侧连接观音宫，宫内存放三佛塔石构件。:66-67                                                                                          |
| 塔后三佛塔                   | 明代、清代 | 柏洋乡塔后村上万自然村 27°05′58.5″N 119°54′49.3″E / 27.099583°N 119.913694°E                 | 古建筑                     | 霞浦博物馆展出的仿制三佛塔石构件                              | 为霞浦摩尼教代表性文物，建于明朝正德年间（最早建于正德六年，即1511年），原为三座单层四角造像辉绿岩质石塔，现已毁，剩余32块塔构件，最具代表性的是左图展示的两块仿制石构件，左侧为摩尼光佛像，与草庵摩尼像风格类似，原件已残缺，高64厘米，宽44厘米，厚9厘米，佛像高47.5厘米，头部周围有日轮射线；右侧则为三佛石刻，依霞浦文书《兴福祖庆诞科》的记载应为摩尼光佛、电光王佛和夷数和佛。:66-67               |
| 七佛城                       | 唐代       | 水门畲族乡玉山村 26°59′40.26″N 120°01′44.43″E / 26.9945167°N 120.0290083°E                   | 古建筑                     | 七佛城城门                                                    | 是霞浦境内年代最早、海拔最高且保存最完整的石头城，建于唐朝太和年间（830年前后），位于霞浦县第二高峰玉山山顶，海拔1098米，城周长188米，高4—5米，内有玉山寺（原名箬山寺），供有7尊佛像，与民间传说中唐代落第的七个学子有关，1989年重修:78-81。 |
| 第三批（1990年11月公布）     |            |                                                                                              |                            |                                                               | |
| 云峰石塔                     | 明代       | 下浒镇王家衕村清水洋自然村 26°37′49″N 120°00′32″E / 26.63028°N 120.00889°E                     | 古建筑                     |                                                               | 位于下浒镇云峰寺，至少是明朝中叶时期的建筑，平面呈八角形，通高7米，座围长4米，七层密檐，塔尖以宝珠形式组成塔刹。云峰寺也为明朝建筑，在1960年为中国人民解放军部队征用，1990年后归还并进行了规划扩建。:52-53 |
| 虎镇塔                       | 清代       | 松城街道龙首山 26°53′29.6″N 119°59′20.92″E / 26.891556°N 119.9891444°E                       | 古建筑                     | 虎镇塔建筑                                                    | 是福宁府“附郭三古塔”中唯一完整留存至今的古塔，始建年代无考，至少在明朝万历时期之前已经存在，清朝康熙十五年（1676年）由福宁总兵黄大来重修，位于县城西北塔岗山顶，高9.1米，座围12米，塔身实心，刻有莲纹，八角形七层楼阁式，须弥座，清朝、民国时期曾有中秋夜到塔下放花灯的习俗。:54-56 |
| 法华寺                       | 清代       | 长春镇法华村 26°39′27.12″N 120°03′54.68″E / 26.6575333°N 120.0651889°E                       | 古建筑                     |                                                               | 建于北宋乾德二年（964年），在明清时期两度重建，寺内有明代记录寺庙沿革的碑文，以及1939年李叔同书写的真迹，正殿寺院为二进重檐歇山顶式建筑，大雄宝殿高14米，进深11.4米，宽38.5米，寺北约400米处还有三座完整保存的宋代僧人舍利塔，周围亦有古墓塔、古长联石碑等历史文物。:57-59 |
| 第四批（1994年3月公布）      |            |                                                                                              |                            |                                                               | |
| 闾峡安澜侯宫（蔡牵石刻造像） | 清代       | 长春镇闾峡村 26°39′05″N 120°06′12″E / 26.65139°N 120.10333°E                                 | 石窟寺及石刻               | 安澜侯宫正门                                                  | 又称佘老爷宫，建于明朝崇祯年间，供奉当地的海上保护神安澜侯，总面积456平方米，歇山顶三进框架结构。据传此人是嘉靖年间的泉州晋江人佘国章，赴温州任上因与白龙战斗而漂尸闾峡沃口，当地人将他安葬后常常显灵，清朝乾隆年间，蔡牵率起义军在安澜侯宫设立水都提督，并留下摩崖石刻，宫前还有光绪时期制造、霞浦县现存最大的一对高2.2米的石狮。:145-147                                                              |
| 空海大师纪念堂               | 1994年     | 松港街道赤岸村 26°54′29.53″N 120°02′04.55″E / 26.9082028°N 120.0345972°E                     | 近现代重要史迹及代表性建筑 | 空海纪念堂和身后的赤岸村委会 空海纪念堂前广场                 | 是为纪念空海漂着长溪赤岸而兴建的纪念建筑，由中日双方共同出资兴建，1984年3月日本高野山真言宗首次组团到赤岸参拜，先后兴建了祭海亭、空海坊、遍照阁等仿古建筑，1986年兴建接待室，1994年正式建成空海纪念堂，为仿唐建筑，建筑面积730平方米，包括接待室、堂前广场等地在内的总使用面积则达到了5220平方米，历年都有来自日本的真言宗和其他各派朝拜团前来参拜。:145-147                                            |
| 第五批（1999年5月公布）      |            |                                                                                              |                            |                                                               | |
| 城隍庙石刻                   | 清代       | 松城街道万贤社区 26°53′26.72″N 120°00′16.22″E / 26.8907556°N 120.0045056°E                   | 石窟寺及石刻               | 福宁府城隍庙全貌                                              | 是出土于福宁府城隍庙地下的清代石刻，有石槽、石鼓、梅花鹿、石刻碑联等。福宁府城隍庙的前身长溪县城隍庙建立于北宋元祐二年（1087年），后随着行政区划沿革变更为福宁州、福宁府城隍庙，民国时期先后成为国军及民兵的营房和县司法科驻地，1980年代初遭拆毁，1995年重新建成，新建筑面积400平方米，高15米，坐北朝南，砖混结构，屋面重檐歇山顶式；府城隍庙对面还重建了霞浦县城隍庙，形成一庙两宇的格局。:82-84       |
| 第六批（2003年11月公布）     |            |                                                                                              |                            |                                                               | |
| 王邦怀三代世祖墓             | 清代       | 松港街道下村                                                                                 | 古墓葬                     |                                                               | 是中华民国首任霞浦县知事王邦怀及其祖辈安葬处，面积375平方米，历时八年兴建，由王邦怀的父亲王国铨建成于咸丰十一年（1861年），呈凤字形，建筑材料为块石、三合土，三面环山，墓碑由青石雕刻。由于墓地历年屡遭盗墓破坏，21世纪初，王氏宗族将三座墓合并为一处重修，并在保护区范围内建设亭台楼阁以供游览。:97-98                                                                                                 |
| 长沙烽火台                   | 明代       | 松山街道长沙村 26°50′30.89″N 120°01′23.53″E / 26.8419139°N 120.0232028°E                     | 古建筑                     | 长沙烽火台全貌                                                | 又称作“寨岗山烽火台”，位于长沙村寨岗山顶，始建于明朝时期，用于对倭寇的预警，东临外海，西侧傍山，东北侧可望见霞浦城区，半山腰有供奉马元君的道教宫庙，现今已随着文旅建设而被纳入长沙村风景区（国家AA级景区）体系。 |
| 郑氏大厝                     | 清代       | 盐田畲族乡上村 26°54′58″N 119°52′52″E / 26.91611°N 119.88111°E                               | 古建筑                     |                                                               | 是盐田一带的代表性古建筑之一，始建于清朝咸丰元年（1851年），历时9年竣工，又称选魁楼，建筑面积约1000平方米，四周为马鞍形青砖防火墙，大门有硬山顶单檐门罩，上书“选魁”二字，面向东方，建筑内配有大厅、前院天井、花园、厢房、绣花楼等配套建筑，南方建筑艺术特征明显。:85-86 |
| 导航灯塔                     | 清代       | 海岛乡洋屿 26°31′08.23″N 120°04′19.03″E / 26.5189528°N 120.0719528°E                         | 古建筑                     |                                                               | 是清朝光绪初年英国水警兴建的航标灯塔，始建于清朝年间，是西洋岛的命名来源，且与中国共产党早期人物柯成贵相关，灯塔及其附属建筑的材料大多自英国运来，面积18平方米，通高12米，围4.2米，水泥材质塔基，圆柱体钢质塔身，以烧燃料的方式点灯，背风15米处建有大堂、宿舍、膳房等配套设施，部分墙砖印有“KALAM”字样，曾驻扎英军的一个排。:95-96                                                                      |
| 金山寨烽火台                 | 明代       | 松城街道万贤社区老虎尾岗 26°54′05″N 120°00′10″E / 26.90139°N 120.00278°E                     | 古建筑                     |                                                               | 是明朝万历年间福宁州知州洪翼聖在此抗倭所存遗迹，以及嘉靖年间修筑的烟墩遗址。为乱毛石干砌，整体呈椭圆形，平面呈凹字形，占地458平方米，相对高度380米，南北墙残高3.4米，东西墙残高2.7米，厚2.6米，内高2.1米，内部面积80平方米，烽火台旁竖立着一个旗杆。:99-100 |
| 三沙天后宫碑刻               | 清代       | 三沙镇东澳村 26°55′08.86″N 120°12′41.57″E / 26.9191278°N 120.2115472°E                       | 石窟寺及石刻               |                                                               | 是收集存放于三沙天后宫内的碑刻群，天后宫始建于清朝嘉庆年间，曾两度重修，后于文革时被拆毁，20世纪末重建:祠祀志·三，重建时，散落各地的原天后宫碑刻被重新收集，整理加固后展列于天后宫左廊。三沙镇一带在清朝是海防重镇，福宁总镇行署驻地，碑文内容包括官府告示、牌匾、功德碑记和军事通告，展示了清代军事海防文化、海港商贸文化与妈祖信俗文化的诸多内容。:91-94                                              |
| 石窟寺                       | 宋代       | 北壁乡池澳村 26°33′43.38″N 119°55′35.44″E / 26.5620500°N 119.9265111°E                       | 石窟寺及石刻               |                                                               | 是霞浦县最早的古代石窟洞，位于池澳村（又名池沃村）的流米坛山上，相对高度150米，洞深11米，宽4米，内高2.4米，砂石岩质地，内有佛浮雕，由法华寺僧人凿于北宋熙宁七年（1074年），周围有金鸡寺、风动石刻字、石阶、摩崖造像和流米坛等景观以及牛山、马山等山:山川志·十，该地在宋代一度十分繁荣，后因倭寇之乱而寺毁僧逃，1980年代当地人斥资重建了金鸡寺。寺庙周边出土了很多宋代瓦片、舍利塔石构件等残迹。:148-150 |
| 第七批（2005年公布）         |            |                                                                                              |                            |                                                               | |
| 福宁山民会馆[省 7]           | 清代       | 松城街道旗下街6号 26°53′18.47″N 119°59′52.74″E / 26.8884639°N 119.9979833°E                  | 古建筑                     | 山民会馆馆内景象                                              | 又称“福宁三明会馆”，是全国唯一跨省、跨地区的畲族会馆。始于清光绪二十五年（1899年）建在县城西郊，由畲族山民购地兴建，是山民们在福宁府府治的集合活动场所。会馆占地面积741平方米，馆内设有“盘护忠勇王”神位和祭祖等场所。民国8年（1919年）移至旗下街现址。2009年11月升格为福建省文物保护单位。:35-40 |
| 第八批（2010年11月公布）     |            |                                                                                              |                            |                                                               | |
| 董长潘故居                   | 清代       | 溪南镇下砚村166号 26°40′35.45″N 119°52′15.06″E / 26.6765139°N 119.8708500°E                  | 古建筑                     | 董长潘故居夜景                                                | 系清朝武举人董长潘（或称董长藩）的住所，始建于清代，坐北朝南，通面宽10.8米，通进深21米，建筑面积450平方米，因道光二十二年（1842年）出身此地的董氏三兄弟董长潘、董长洲、董长洪三兄弟同时中武举而在当地名望甚高，门口墙上贴有林则徐所书写的“福”字，建筑内藏有道光帝所下的3道圣旨（另有1道已毁）。:101-102                                                                                                 |
| 龙首寺                       | 明代       | 松城街道北门外 26°53′26.36″N 120°00′23.06″E / 26.8906556°N 120.0064056°E                     | 古建筑                     |                                                               | 旧称石涧堂或龙首庵，始建于龙首山翠微间，明朝正德年间迁至今址，1980年代由县佛教会长、龙首寺住持释青光募资重修，现建筑面积4943平方米，包含亭台楼阁等多种风格的建筑，内有朱熹、李拔等人题刻真迹，对研究霞浦佛教文化具有一定的意义。:103-105 |
| 飞路塔[省 8]                 | 明代       | 盐田畲族乡北洋村 26°53′27.49″N 119°54′51.23″E / 26.8909694°N 119.9142306°E                   | 古建筑                     | 飞路塔全景和文物保护单位碑记 飞路塔塔身                       | 是霞浦县境内的明教遗存建筑。始建于明朝洪武六年（1374年），坐北朝南，嵌入于新建的泗洲佛亭之中，建筑占地35.3平方米，塔通高3米，塔基高0.95米，宽0.90米；塔身宽1.22米，高0.90米。2009年列入福建省建国60周年“文博成就”文物考古新发现。2013年1月升格为福建省文物保护单位。:106-107 |
| 牙城天后宫                   | 宋代       | 牙城镇牙城街 26°59′06.07″N 120°11′24.12″E / 26.9850194°N 120.1900333°E                       | 古建筑                     | 牙城天后宫正门                                                | 别名鹭鹚宫，始建于宋朝，明万历十三年（1585年，一说万历十八年）、清咸丰年间两度重修，由浙南工匠修筑，坐东向西，高15米，面宽11.9米，进深34.8米，建筑面积498.8平方米，硬山顶砖木结构，飞檐翘角，对研究宋朝建筑与妈祖信俗文化有一意义，每逢与妈祖有关的节日，天后宫附近都会举行盛大的祭祀仪式。:108-110 |
| 左岭临水宫                   | 明代       | 牙城镇枣岭村 27°03′08″N 120°08′59″E / 27.05222°N 120.14972°E                                 | 古建筑                     | 左岭临水宫正门                                                | 是霞浦县保存最完整的古代临水宫，位于牙城镇枣岭村（又称左岭村），始建于南宋绍兴二十六年（1156年），据传由杨氏族长三次赴古田临水祖宫分灵而得以建祀，清朝重修，总面积520平方米，坐东朝西，通面阔20.3米，通进深23米，建筑面积461平方米，单层悬山顶砖木结构，内有清朝时期的民间彩绘，宫内主祀陈靖姑和林、李夫人，每年正月十五的奶娘宫神诞节，左岭及周围的牙城、硖门村民会聚集在此祭祀祈福。:111-112          |
| 陈珠琇墓                     | 清代       | 牙城镇雉溪村马宅自然村后30米 26°59′25.13″N 120°07′47.71″E / 26.9903139°N 120.1299194°E       | 古墓葬                     | 陈珠琇墓文物保护单位碑记                                      | 构筑别具一格、保存完好的墓葬建筑，呈太师椅形，坐西向东，占地面积170平方米，建于清朝末期，墓主陈珠琇为富家子弟，一生做了很多善举，主持修缮了观音亭、杨家溪大桥等多处重要建筑，多次几乎破产。去世后，由于他政绩显著，家属请宣统太子太傅陈宝琛题写墓志铭，记述陈珠琇的生平事迹，墓碑旁还置有陈氏后代所制的石质楹联。:113-114                                                                               |
| 溪南慈寿桥                   | 清代       | 溪南镇溪南村与镇江村之间 26°43′23″N 119°51′16″E / 26.72306°N 119.85444°E                     | 古建筑                     |                                                               | 原名登仙桥，因南北横跨蓝溪又称作蓝溪桥，始建于宋末元初，后遭洪水冲垮，当地村民于光绪十一年（1885年）重建，此年份适逢慈禧太后五十华诞，故以现名命之，石桥为花岗岩材质，全长33.5米，宽2.1米，高3.2米，西侧有一块长5.8米、宽0.55米、厚0.15米的桥名阴刻石匾，桥身共有七跨，两旁有石质护栏。:115-116 |
| 八斗坝杨家坝                 | 宋代       | 松港街道八斗浿村龙潭溪上游                                                                   | 古建筑                     |                                                               | 是霞浦县境内罕见的宋代水渠，修建背景是王安石熙宁变法，全长17公里，跨度3.6米，有引水涵洞、渡槽、拱桥等设施，两侧有护坡。该水坝目前仍在使用，对研究宋代水利有着重大意义。:117-118 |
| 赤壁五显大帝宫               | 清代       | 下浒镇赤壁村 26°38′48.8″N 119°59′31.0″E / 26.646889°N 119.991944°E                           | 古建筑                     |                                                               | 是霞浦县清代宫庙的代表性建筑之一，始建于清朝乾隆三十九年（1774年），光绪八年（1882年）重修，坐东朝西，通面阔11.5米，进深21.5米，总面积270平方米，建筑用材硕大，内部装饰精美，整个建筑具有明显的清代风格，宫内供奉五顯大帝和道教护法四圣。:119-121 |
| 浮鹰天仙宫                   | 明代       | 海岛乡浮鹰岛里澳村 26°35′19.89″N 120°08′36.19″E / 26.5888583°N 120.1433861°E                 | 古建筑                     |                                                               | 是霞浦县前沿保留最早、最完整的天仙宫，宫内主祀妈祖。始建于明朝洪武十五年（1382年），清朝时期由蔡牵重建，通面阔12.5米，进深22米，建筑面积420平方米，大殿面阔3间，进深5柱，悬山顶穿斗木式结构，宫内有道光时期的碑刻。现今浮鹰岛居民在出海前，或是逢农历三月三、九月九等妈祖节日均有祭祀妈祖的活动。:122-123                                                                                               |
| 南岸龙山宫                   | 清代       | 溪南镇南岸村 26°43′13″N 119°51′22″E / 26.72028°N 119.85611°E                                 | 古建筑                     |                                                               | 是霞浦县发现的最完整的清代宫庙之一，建于清朝道光年间，坐南朝北，通面阔11.3米，进深18.6米，总面积310平方米，建筑面积210平方米，一进二落，硬山顶穿木式砖木，外表较为简朴，宫内有一尊清代制作的木质大佛，且完整保存了南方沿海地区风格的清代民间宫庙建筑和彩绘。:122-123 |
| 百步溪矴步                   | 明代       | 松港街道下村吴坑岩 26°57′20″N 120°01′04″E / 26.95556°N 120.01778°E                           | 古建筑                     |                                                               | 矴步是一种原始形式的桥，为人工固定于河中浅滩之上、间隔相等的条状大石，该矴步始建于明朝，得名于矴步有一百级石阶，全长63米，单步间距60厘米，矴步石为花岗岩质地，宽60厘米，深120厘米，平均高于水面52厘米，河水上涨时会被淹没。矴步两侧铺设有石质护栏。:139-140 |
| 金源祠[省 8]                 | 明代       | 柏洋乡董墩村 27°02′37.2″N 119°52′15.6″E / 27.043667°N 119.871000°E                           | 古建筑                     |                                                               | 是霞浦县目前发现明代宗祠保持最完整的一处。建于明朝嘉靖十四年（1535年），海拔512米，坐北朝南，面积62.4平方米，整体保留了明代建筑原型，主体建筑为歇山顶，抬梁、穿斗混合式砖木结构，厅内则使用斗拱装饰，祠堂内神龛后完整保留了明代福、禄、寿三字彩绘，未曾有修复过。2013年1月升格为福建省文物保护单位。:126-127                                                                                            |
| 八堡城堡[省 8]               | 明代、清代 | 沙江镇八堡村 26°47′07.41″N 119°53′10.56″E / 26.7853917°N 119.8862667°E                       | 古建筑                     | 八堡城堡正门 八堡城墙与石阶                                   | 是明朝时期为抵御东南沿海倭寇而修建的城堡，得名于城堡由八个姓氏的先民联合集资出工兴建。建于明朝正德五年（1510年），城墙高约4.5米，周长约1公里，城堡内基本保持当时的街道和民居建筑，但原先城堡内的居民大多已搬迁到堡外（今八堡村村委驻地一带）居住。2013年1月升格为福建省文物保护单位。:128-130 |
| 厚首城堡                     | 明代       | 沙江镇厚首村                                                                                 | 古建筑                     |                                                               | 为明朝时期为抗倭所筑城堡之一，始建于明朝嘉靖四年（1525年），乱麻石质地，总长1200米，城基宽6米，面宽4米，高6—7.5米，有东、西、北三侧城门（南门因面向山林、避免虎患而堵塞），宽1.5—1.8米，高2.2—2.66米，内外分别为砖砌和石砌，城垱高1.6米，大磨石盖面，有火炮射击孔。清咸丰三年（1853年）曾重修，立有相关碑记。:131-132                                                                                   |
| 厚首贝丘遗址                 | 新石器时代 | 沙江镇厚首村 26°46′37.9″N 119°55′01.9″E / 26.777194°N 119.917194°E                           | 古遗址                     |                                                               | 2002年在霞浦南部滨海高丘陵区出土的贝塚，距今3500年—4000年，位于厚首村北面约300米处的小山上，海拔近15米，贝壳堆积层厚8米，总面积1.5平方米，南面东吾洋，北连六孢山，西侧有一条小河，出土贝壳、陶器、石器等新石器时代物件，石器以锛、镞为主，陶器有纺轮、网坠，与黄瓜山遗址出土物相似。:133-135 |
| 外浒城堡[省 8]               | 明代       | 下浒镇外浒村 26°36′18.41″N 119°56′49.14″E / 26.6051139°N 119.9469833°E                       | 古建筑                     | 外浒城堡正门及保护碑记 外浒城堡外围                           | 是东冲半岛中部用于抗倭而建立的古城堡。始建于明朝嘉靖三十四年（1555年），城周长668米，高4.5—5米不等，有五个城门，整个城堡建筑基本保存完好，城墙西向增建有一条数百米长的马道。2013年1月升格为福建省文物保护单位。:136-137 |
| 游朴故居                     | 明代       | 松城街道俊星社区曲井头府前路72-2号 26°53′11.58″N 119°59′43.72″E / 26.8865500°N 119.9954778°E | 古建筑                     | 游朴故居文物保护单位碑记                                      | 为明朝官员游朴的居住地，始建于明朝万历二十二年（1594年），面积1400平方米，坐北朝南，二进合院式，主体建筑为抬梁、穿斗混合式，悬山顶砖木结构，大厅面阔7间、宽23米，进深7柱、深14米，木构架为减柱造，间隔10米，地面铺就方砖，屋顶饰以斗拱，天井下以青石铺地，原建筑的大门已毁。现仍有人居住。:141-144 |
| 三洲古民居群                 | 清代       | 下浒镇三洲村公路北面 26°39′40.18″N 119°59′09.63″E / 26.6611611°N 119.9860083°E               | 古建筑                     | 代表建筑王氏宗祠                                              | 是霞浦县境内最大的古建筑群，始建于清朝时期，坐东北向西南，有3排、共13座结构基本相同的房屋，总面积6880平方米，各宅院面积250—409平方米不等，多为一进合院式，中轴线上依次有大门、天井、厅堂、中堂、后厅、后天井、围墙等。民居所有者大多为世居于此的王姓人，系北宋元丰年间自赤岸迁居而来。:189-191 |
| 东杞洋、濂溪宋代窑群         | 宋代       | 崇儒畲族乡东杞洋村、濂溪村                                                                   | 古遗址                     | 宁德市博物馆展陈的出土文物                                    | 为宋代至明代的龙窑遗址，共有3处，东杞洋村碗窑坪窑址、溪边村下楼窑址各有1座窑，濂溪村半岭窑址有3座窑，三处遗址总面积近12000平方米，表层有窑具和瓷片以及残片堆积。瓷片大多是白胎、豆绿釉，有碗、罐、盘、碟、壶、砚台等各种器具，部分有刻划纹。该遗址直到明代才废弃，具有很长的时间跨度，对霞浦县的陶瓷历史研究具有重要意义。:151-153                                                                      |
| 第九批（2020年10月公布）     |            |                                                                                              |                            |                                                               | |
| 桃城古城堡遗址               | 明代       | 三沙镇三农村水门顶                                                                           | 古遗址                     |                                                               | 建于明朝，为抵御外敌而修筑，“桃城”亦是三沙镇的旧称，得名于城内有形似桃的巨石，古城坐落于水门顶，左右山岩分别称狮毬山、马祖印，到民国初年时已仅剩下一两个居民:城市志·二十。原城墙长1000米，现有300米保存较好。 |
| 松山堡                       | 明代       | 松山街道松农村                                                                               | 古建筑                     | 松山堡一隅                                                    | 为海防防御建筑工事，始建于明朝洪武二十年（1387年），周长700米，共5个城门，堡内为古民居，纵横有七条古街。霞浦县在2020年代初提出规划，投资19亿人民币，以松山堡、天后宫等文物保护单位为基础，预计在2025年底前在松山一带建成生态风景区，松山堡被规划为“松山堡文化公园”。 |
| 松山烽火台                   | 明代       | 松山街道松农村 26°52′13″N 120°03′22″E / 26.87028°N 120.05611°E                               | 古建筑                     | 松山烽火台文物保护单位碑记                                    | 是松山历史上为抵御倭寇入侵而修筑的烽火报警设施，始建于明代正统九年（1444年），总面积18平方米，壁垒由毛石筑成，内部夯土，整体呈椭圆形，烽火台处亦架有炮台，迟至民国初年已废弃:建筑志·七。对烽火台的记载亦见于明代长乐籍诗人谢肇淛的诗句中。 |
| 游氏祖墓                     | 清代       | 松城街道宝清村、桥头里后山                                                                   | 古墓葬                     |                                                               | 系霞浦县后街游氏的墓葬，由游凤墓、游学诚墓组成，游凤墓位于松城街道桥头里，始建于清朝康熙五十年（1711年），坐东向西，墓主游凤为庠生出身，福宁州近圣书院掌教；游学诚墓位于松城街道宝清村，建于民国14年（1925年），坐西南朝东北，墓主游学诚系清代福宁府近圣书院掌教、宁郡中学堂首任监督（相当于福宁府最高级别中等学府的校长），该墓群是研究霞浦游氏家族历史的重要文物。                                    |
| 韩朝鼎墓                     | 清代       | 沙江镇水潮村后井前洋自然村                                                                   | 古墓葬                     |                                                               | 墓主韩朝鼎为当时霞浦县富商之一，一生乐善好施，与修建竹江汐路桥的郑启昂齐名。该墓葬建于清朝乾隆三十二年（1767年），坐东北朝西南，三合土石混结构，建筑面积350平方米，现由梅洋村民委员会和韩氏宗族负责维护。 |
| 头驼岭福温古道               | 汉代       | 牙城镇前楼村                                                                                 | 古遗址                     |                                                               | 开辟于汉朝时期，唐朝起为福建东部的交通要道之一，南宋嘉定年间，长溪县县令杨志对古道进行了修缮，以石砖修治道路，使得行路更为方便:山川志·三，全长2.8公里，沿途有钱大王关寨和烽火台各一处，摩崖石刻、碑刻各5处。对福建古代交通文化的研究具有一定意义。 |
| 雉溪摩崖石刻群               | 未知       | 牙城镇雉溪村 26°59′07.21″N 120°07′33.95″E / 26.9853361°N 120.1260972°E                       | 石窟寺及石刻               | 雉溪摩崖石刻群文保单位碑记 其中一块摩崖石刻，其形迹已较为模糊 | 是闽东地区首次发现的大规模的古代岩画，建造年代可能是閩越时期，于2015年发现，整体面积约2平方米，分布于三块石壁上，有50多个长15—30厘米的刻画符号，大多为凤字形。 |
| 批次未知                     |            |                                                                                              |                            |                                                               | |
| 水澳摩崖石刻                 | 清代       | 长春镇加竹村水澳 26°39′01″N 119°51′56″E / 26.65028°N 119.86556°E                             | 石窟寺及石刻               |                                                               | 是闽南一带旅居霞浦的文人所留下的两幅摩崖石刻，分上下两幅，距地面7—10米，字径85厘米，落款径20厘米，均为楷书、横排书写。上幅为德化籍光绪丁卯科武举人邓士垓书写的四字“朝寺古地”，下幅为泉州府人夏广书写的“海屏”二字。根据摩崖石刻及史料推断，当地曾建有寺庙，且有蔡牵活动痕迹，但现已不存。:179-180 |
| 霞浦袁天禄墓                 | 明代       | 崇儒畲族乡溪尾岗                                                                             | 古墓葬                     |                                                               | 是明代开国功臣袁天禄的三处墓葬之一（另外两处均在柘荣县），建于明初，后代多次重修，原面积222平方米，相对高度120米，现占地122平方米，太师椅形，主位有块石拼砌，呈方形，边长4.8米，墓前有石屏风等构件，墓顶为石雕歇山顶式，墓葬石亭中立有“圣旨、皇明袁公天禄之墓”碑刻，高1.2米，宽50厘米。此墓地葬有袁天禄的夫人郑氏，而袁天禄本人一般被认为葬于柘荣城郊乡的袁天禄墓，该墓葬为柘荣县文物保护单位。:198-199 |
| 四门桥                       | 清代       | 北壁乡四门桥村 26°34′46.48″N 119°51′21.85″E / 26.5795778°N 119.8560694°E                     | 古建筑                     | 四门桥水闸                                                    | 建立于五代时期（约909年—923年之间），赵氏仙娘在南韩庄（今四门桥村）一带围垦田地，修筑四门塘闸，今称作四门桥:9。桥面呈凸字形，长24.5米，宽8.7米，高6.5米，桥墩为方块巨石所砌，呈上大下小的橄榄形，基座为棋盘架或并合的礁石，形质古朴而粗犷。桥侧有赵氏仙娘碑记。:200-203 |